# کاترین واگنر-آوگوستین
کاترین واگنر-آوگوستین ورزشکار زن رشتهٔ قایق‌رانی اهل کشور آلمان است. وی در بین سال‌های ‎۲۰۰۰ تا ۲۰۱۲ میلادی در مسابقات بازی‌های المپیک تابستانی در مجموع ۶ مدال، شامل ۴ مدال طلا و ۱ نقره و ۱ برنز را کسب کرد.